# Javier Gómez Noya
Francisco Javier Gómez Noya (Basilea, Suiza, 25 de marzo de 1983), más conocido como Javier Gómez Noya, es un triatleta profesional español, cinco veces campeón mundial, en los años 2008, 2010, 2013, 2014 y 2015, medalla de plata en los Juegos Olímpicos de Londres 2012, y cuatro veces campeón de Europa, en los años 2007, 2009, 2012 y 2016. Llegó a ocupar el número uno del ranking de la ITU al final de nueve temporadas, del año 2007 al 2016.
Participó en dos Juegos Olímpicos de Verano, obteniendo la medalla de plata en Londres 2012 (la primera medalla olímpica para el triatlón español) y un diploma de cuarto lugar en Pekín 2008. Ha ganado once medallas en el Campeonato Mundial de Triatlón entre los años 2007 y 2019, una medalla de bronce en el Campeonato Mundial por Relevos de 2007 y cinco medallas en el Campeonato Europeo de Triatlón entre los años 2007 y 2016.
Consiguió una medalla de oro en el Campeonato Mundial de Triatlón de Larga Distancia de 2019, una medalla de plata en el Campeonato Mundial de Triatlón de Velocidad de 2011 y una medalla de oro en el Campeonato Europeo de Triatlón de Media Distancia de 2013. En Ironman 70.3 logró cuatro medallas en el Campeonato Mundial entre los años 2014 y 2018, y una medalla de plata en el Campeonato Europeo de 2019. En la modalidad de Xterra triatlón obtuvo una medalla de oro en el Campeonato Mundial de 2012.
Por su exitosa carrera ha recibido numerosos premios, entre los que destacan el Premio Princesa de Asturias de los Deportes en 2016, la medalla de oro de la Real Orden del Mérito Deportivo en 2013 y el Premio Nacional del Deporte Don Felipe de Borbón al mejor deportista español del año 2012. También fue finalista al Premio Príncipe de Asturias de los Deportes de los años 2013 y 2015.

## Biografía

### Inicios

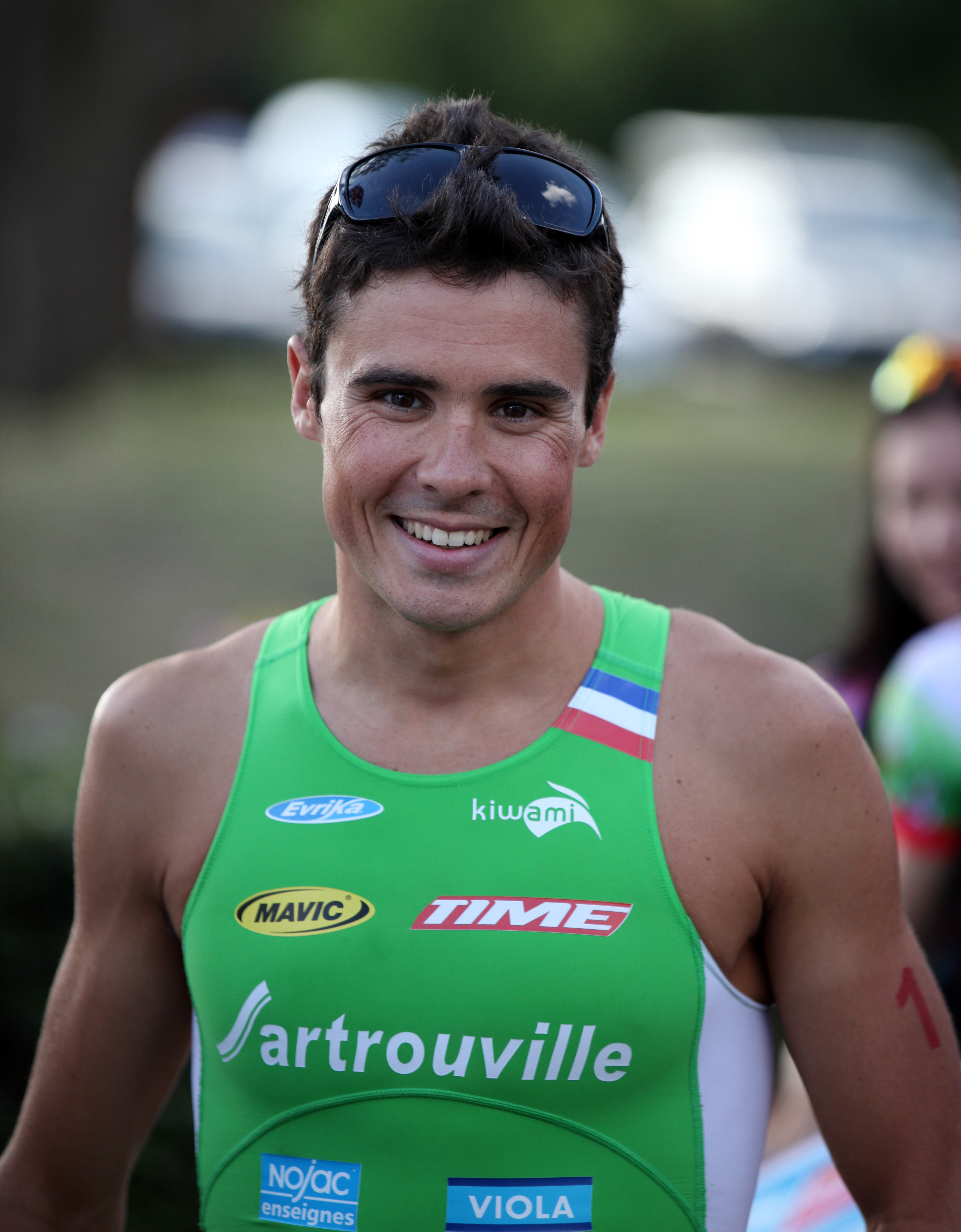
En el Grand Prix de Tours en 2011.

Hijo de emigrantes gallegos en Suiza, donde nació, aunque a los tres meses su familia retornó a Ferrol, cursando allí sus primeros estudios; posteriormente se trasladó a Pontevedra, donde entrena y vive. Fue nombrado «Hijo predilecto» de la ciudad ferrolana el 27 de septiembre de 2012.
Su primer deporte fue el fútbol pero a los once años se cansó y un compañero lo animó a practicar la natación en el Club Natación Ferrol. En ese momento conoció a su primer entrenador, José Rioseco, con el que logró numerosos títulos de campeón gallego en categorías infantil, júnior y absoluto en pruebas de crol (200, 400 y 1500) y estilos (200 y 400) y siendo finalista en campeonatos de España en diferentes categorías. En 1998, conoce a unos triatletas que nadaban con él y decide competir. Debutó en el triatlón olímpico de Castropol (Asturias), con quince años, sin entrenar apenas los segmentos de bicicleta y carrera a pie, y finalizando en segunda posición en categoría juvenil, en un triatlón que ganó Iván Raña.
En diciembre de 1999, en una concentración con la selección española juvenil en Madrid, los médicos del Consejo Superior de Deportes (CSD) le detectan una anomalía cardíaca. En junio de 2000, participó en su primera competición internacional, el Campeonato de Europa juvenil por equipos, en Hungría. Con el apoyo de especialistas en cardiología de todo el mundo intenta recuperar su licencia internacional y mientras gana los Campeonatos de España de duatlón y triatlón tanto en categoría júnior como sub-23 y gracias a un error administrativo participa en el Campeonato de Europa júnior de duatlón, aunque se le mantuvo la licencia retirada.
En noviembre de 2003, Noya recuperó la licencia tres semanas antes de participar en el Campeonato del Mundo sub-23. Con esas tres semanas de entrenamiento acudió a Nueva Zelanda y ganó la competición.

### 2004
A partir de ese momento y con libertad para competir internacionalmente, Noya intentó acudir a los Juegos Olímpicos de Atenas 2004. Para ello dejó sus estudios de Ingeniería de Caminos, Canales y Puertos y viajó a Pontevedra para entrenar. Debutó en la Copa del Mundo en Tongyeong (Corea del Sur) logrando el cuarto puesto final. Poco después disputó su primer Campeonato Europeo de Triatlón en Valencia y su primer Campeonato Mundial de Triatlón en Madeira en los que obtuvo el octavo puesto.
Sin embargo, la decisión del director técnico de la Federación Española de Triatlón (FETRI) fue la de no llevar a Noya a Atenas. Aun así consiguió el subcampeonato de España por detrás de Iván Raña, quedó entre los diez primeros en las siguientes pruebas de la Copa del Mundo, Salford (noveno puesto), Madrid (sexto puesto) y Doha (décimo puesto) y ganó los títulos nacionales de duatlón y triatlón en categoría sub-23.

### 2005
En el comienzo del año batió el récord de Galicia de natación 1500 m con 15,53, sin embargo, a pocos días de tomar su vuelo hacia Hawái y México para disputar las dos primeras pruebas de la Copa del Mundo, el Consejo Superior de Deportes (CSD) pidió a la Federación Española de Triatlón la inhabilitación de la licencia federativa de Noya "para toda competición oficial", alegando "motivos de salud". El informe de la cardióloga del Consejo Superior de Deportes, Araceli Boraíta señaló que el deportista gallego sufría una valvulopatía aórtica congénita, lo que lo incapacitaba para la competición al máximo nivel.
Al no poder competir ni en España, ni en el resto del mundo le surgió la oportunidad de disputar una prestigiosa competición privada en Francia, donde no le pusieron ningún problema para competir, es el llamado France Irontour, formando parte del Mulhouse Olympic Triathlon. Noya ganó las seis etapas de las que constaba la competición y ganó la clasificación.
Durante este tiempo tampoco participó en el Campeonato del Mundo de 2005 por lo que Noya viajó a Londres para hacerse un reconocimiento con el doctor McKenna, del equipo de cardiología del hospital San Jorge, que ya se postuló en 2003 contra el Consejo Superior de Deportes y a favor de la continuidad de Noya.

En el caso de que llegara a unos límites extremos, evidentemente yo sería el primero que pararía, pero mientras que eso no suceda me gustaría seguir, porque el triatlón es mi vida.

### 2006

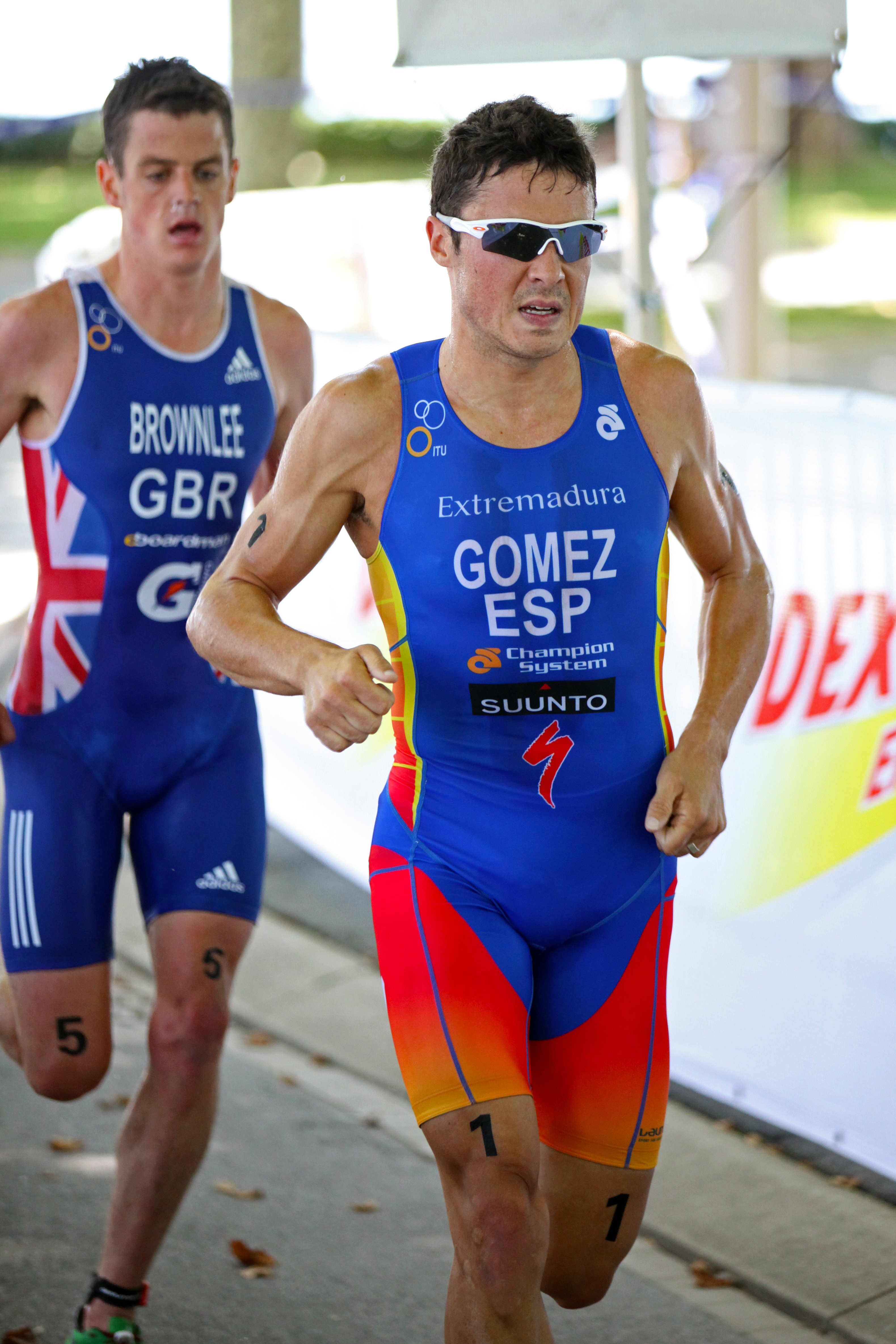
Javier Gómez, Lausanne 2011.

En el comienzo del año batió nuevamente el récord gallego de 1500 metros con una marca de 15.48, y por fin en febrero de 2006, después de muchas gestiones y análisis de médicos internacionales, Noya consiguió la licencia para competir. Poco después fue segundo en la prueba de la Copa del Mundo de Aqaba. Después venció en Estoril y también en la prueba de la Copa del Mundo de Madrid donde consiguió su primera victoria en la competición.
A partir de entonces, terminó en tercer lugar en Corner Brook, Canadá, ganó la siguiente prueba en Hamburgo, Alemania y fue segundo en Pekín, China con lo que llegó a la última prueba de la Copa del Mundo como primero con una ventaja de 22 puntos sobre el australiano Brad Kahlefeldt y 34 sobre el estadounidense Hunter Kemper. La última prueba se disputó en Cancún, México y Noya ganó la prueba convirtiéndose en el primer español en ser el número uno del mundo al terminar la temporada, que consta de 16 pruebas a lo largo de todo el mundo.

### 2007
El año 2007, comenzó con un segundo puesto en la prueba inaugural de la Copa del Mundo de Triatlón, disputada en la ciudad australiana de Mooloolaba. Un mes más tarde se impuso en la prueba disputada en Lisboa y fue segundo por delante del español Iván Raña en la prueba disputada en Madrid, en la que solo perdió ante el checo Filip Ospaly. Dos semanas más tarde terminó en tercer lugar en la prueba disputada en Des Moines (Iowa, Estados Unidos) que no puntuaba para la Copa del Mundo, pero que es la mejor dotada económicamente del mundo, con 700 000 dólares en premios. El triunfo en la prueba élite masculina fue para el danés Rasmus Henning.
El 30 de junio de 2007, Noya ganó el Oro en el Campeonato Europeo de Triatlón celebrado en Copenhague, con un tiempo de 1h51:58, por delante de Jan Frodeno y Daniel Unger. Un mes más tarde volvió a competir en la Copa del Mundo, en la prueba que se celebraba en Salfor, Inglaterra. El triatleta gallego ganó con un tiempo de una hora, 51 minutos y 17 segundos y se impuso por delante del australiano Brad Kahlefeldt —al que aventajó en 12 segundos— y del campeón olímpico de los Juegos Olímpicos de Sídney 2000, el canadiense Simon Whitfield —a 17 segundos—.
Antes de la disputa del Campeonato Mundial de Triatlón ganó en Tiszaujvaros, Hungría la prueba de la Copa del Mundo que le aseguraba todavía más la primera posición en la clasificación mundial. Después disputó el Campeonato Mundial de Triatlón de 2007 celebrado en Hamburgo, en el que obtuvo una medalla de plata, después de ser derrotado en el final de la competición por el alemán Daniel Unger. A falta de tres pruebas para finalizar la Copa del Mundo, se adjudicó la clasificación general imponiéndose en la prueba disputada en el circuito olímpico de Pekín con un tiempo de 1:48.41, entrando por delante del australiano Courtney Atkinson, a 22 segundos, y a 27 del neozelandés Bevan Docherty.

### 2008

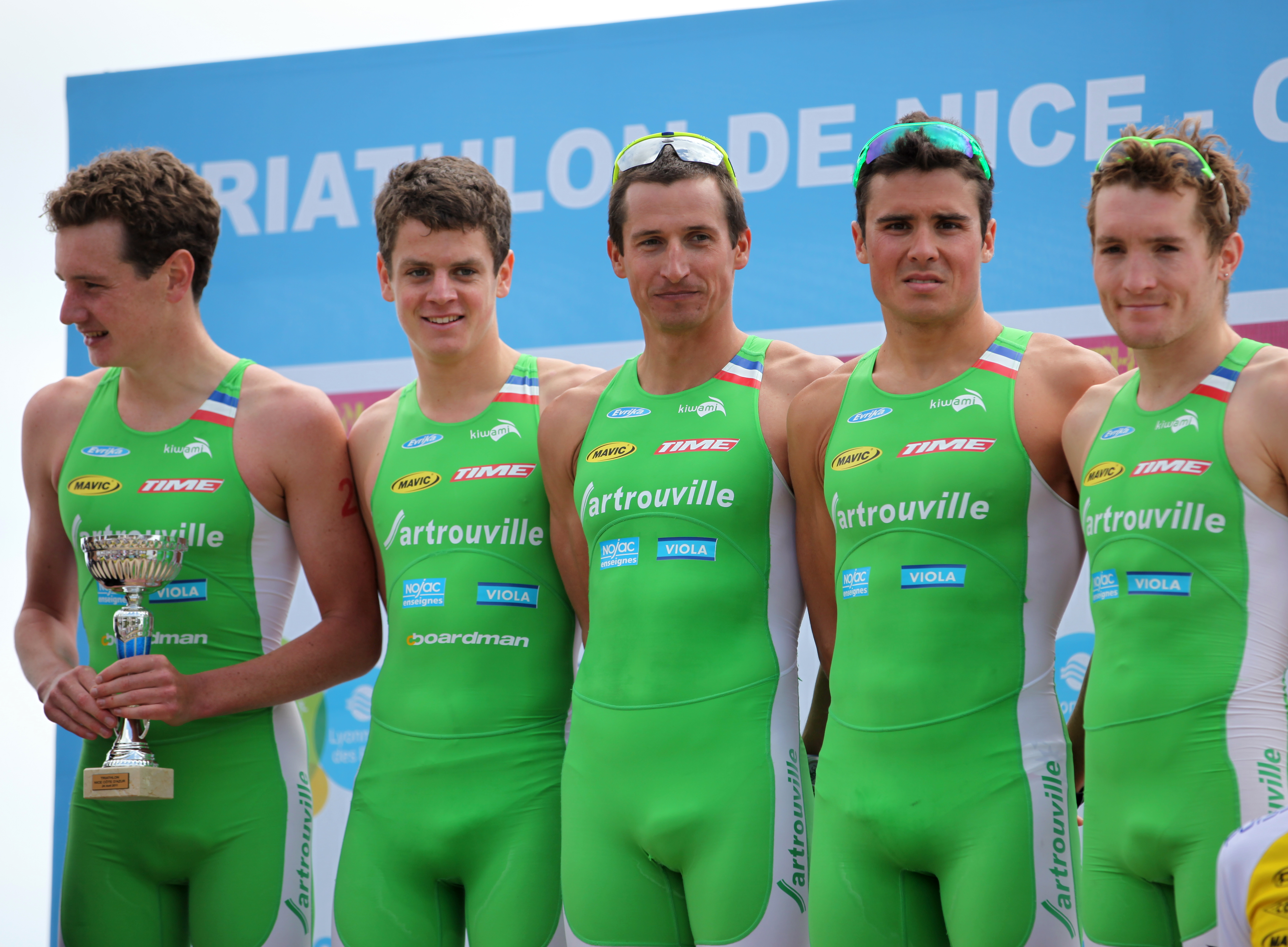
Noya con sus compañeros del EC Sartrouville en el primer triatlón del Grand Prix francés en Niza en 2011. Desde la izquierda Alistair Brownlee, Jonathan Brownlee, Filip Ospaly, Noya y Etienne Diemunsch.

En su primera competición internacional de 2008 se impuso en la Copa de África de Triatlón, disputada en Bloemfontein (Sudáfrica) donde estaba realizando entrenamientos de preparación para los Juegos Olímpicos. En el mes siguiente, en marzo, disputó la primera prueba de la Copa del Mundo, en Mooloolaba (Australia), donde venció claramente con un tiempo de 1 hora, 49 minutos y 50 segundos al australiano Brad Kahlefeldt y al británico Tim Don. En la siguiente prueba de la Copa del Mundo volvió a imponerse, consiguiendo de esta manera su decimoséptimo podio consecutivo además de ser su quinto triunfo consecutivo en Copa del Mundo. La prueba tuvo lugar en Nueva Plymouth (Nueva Zelanda) y se impuso por delante de Brad Kahlefeldt y de Andrew Johns.
El 19 de abril, disputó una prueba de la Copa de Europa que se disputaba en Pontevedra, la cual ganó por delante de Christian Prochnow y Steffen Justus, que concluyeron a 22 y 40 segundos de Noya. El 9 de mayo, disputó el Campeonato Europeo de Triatlón en el cual terminó en séptimo lugar después de producirse un corte en el segmento de ciclismo y no poder alcanzar al grupo delantero, en el cual se encontraba el vencedor, el francés Frederic Belaubre. Poco después participó en la siguiente prueba de la Copa del Mundo que se disputó en Madrid y que se adjudicó claramente con un tiempo de 1 hora, 56 minutos y 24 segundos aventajando en 19 segundos al ruso Iván Vasíliev, segundo, y al británico Alistair Brownlee, que entró a medio minuto.
El 28 de mayo tuvo el honor de recibir la medalla de plata de la Real Orden del Mérito Deportivo. El 8 de junio, obtuvo el Oro en el Campeonato Mundial de Triatlón de 2008 en Vancouver con un tiempo de 1 hora, 49 minutos y 48 segundos, por delante de Bevan Docherty y de Reto Hug. Al mes siguiente de su título mundial, compitió en la prueba de la Copa del Mundo de Tiszaujvaros, en Hungría, y volvió a imponerse con un tiempo de 1 hora, 51 minutos y 32 segundos por delante de Brad Kahlefels. Esta victoria significó su séptima victoria consecutiva y la undécima en la Copa del Mundo convirtiéndose así en el tercer triatleta con más victorias por detrás de Brad Beven y de Hamis Carter. Poco después, la Unión Internacional de Triatlón (ITU) anunció que la siguiente prueba del calendario de la Copa del Mundo, a celebrar el 12 de octubre en Chiapas, México no se celebraría por problemas económicos.
Noya participó en los Juegos Olímpicos de Pekín 2008 para los cuales se preparó en la isla de Jeju, antes de viajar a Pekín. Durante los Juegos Olímpicos portó el dorsal número 30 y por su condición de número uno del mundo, fue el primer triatleta que eligió su posición en el pontón de salida para afrontar el sector de natación, ya que el número de dorsal se utiliza para crear las posiciones en el área de transición, no para establecer el orden de salida. El día 19 de agosto se celebró la prueba de triatlón en los Juegos Olímpicos, pero Noya solo pudo ser cuarto después de ser superado por Jan Frodeno, Simon Whitfield y Bevan Docherty en el sprint final. Noya declaró al final de la prueba que había tenido problemas estomacales después de no digerir bien el gel que tomó en el segmento de la bicicleta.
En noviembre de este año, anunció junto a José Rioseco la decisión de separarse, siendo su nuevo entrenador el técnico del Centro Gallego de Tecnificación Deportiva, Omar Gónzalez. El 28 de diciembre volvió a competir en el Campeonato gallego de natación, en el que ganó en la prueba de relevos 4x200 junto a su equipo, y fue segundo en los 400 y 1500 metros. Después del campeonato se celebró un evento en el pabellón del barrio de Caranza (Ferrol) en el que se rebautizó su polideportivo por el de "Complejo deportivo Javier Gómez Noya".

### 2009
Después de problemas con la Federación Española de Triatlón debido a la equipación, finalmente Noya podrá lucir en la ropa a sus patrocinadores personales, que era su principal demanda. El 17 de mayo, reapareció en competición oficial después de nueve meses en la prueba de la Copa de Europa en Pontevedra y a pesar de ir gran parte de la carrera en primera posición, a falta de trescientos metros para la meta fue superado por el ruso Dmitry Polyansky, siento finalmente segundo a 4 segundos.
La principal novedad del año fue el cambio en el formato del Campeonato del Mundo, que en vez de celebrarse en una prueba de un día era en un circuito llamado Dextro Energy Series-Campeonato del Mundo ITU, compuesto por ocho pruebas puntuables en las que cuentan las cuatro mejores, más la final en Australia, en septiembre. En la primera prueba en la que participó Javier (la segunda del año), en Madrid, su posición fue la de tercero, tras Alistair Brownlee y Courtney Atkinson. En la siguiente prueba del nuevo Campeonato del Mundo, en Washington D. C., volvió a ganar Brownlee y en esta ocasión Noya fue segundo a 13 segundos del ganador y por delante de Maik Petzold. Tras la prueba, Noya comentó que el nuevo campeonato es más interesante que el antiguo y también más justo debido a que en una prueba de un día es más frecuente tener problemas, sin embargo en varias pruebas se puntúa al más fuerte en todo el año.
Aparte de las ocho pruebas del calendario del Campeonato del Mundo, existen cinco pruebas que forman parte de la Copa del Mundo, como la disputada en Des Moines, Iowa a finales de junio otorgando al ganador 300 puntos (las pruebas más importantes otorgan 800 al ganador) y 200 000 dólares, aunque solo las mejores cuatro puntuaciones tienen efecto en la clasificación final. En dicha prueba Noya fue sexto por detrás de Simon Whitfield, Brad Kahlefeldt y Jan Frodeno y se adjudicó los puntos suficientes para colocarse como líder provisional, ya que Brownlee solo había disputado dos pruebas. En la siguiente competición del año, el 5 de julio, Noya se adjudicó el Campeonato Europeo de Triatlón en la ciudad neerlandesa de Holten por delante del británico Brownlee y del ruso Alexander Brukhankov, obteniendo así su segundo título continental después del conseguido en el año 2007.
En la siguiente prueba del Campeonato del Mundo, en Kitzbühel, Austria, Noya volvió a terminar la prueba por detrás del británico Alistair Brownlee siendo de esta manera relegado a la segunda posición en la clasificación con 2.368 puntos por los 2.400 puntos del británico. Nada más comenzar la prueba atlética, Brownlee atacó y Noya, que se quedó con Laurent Vidal y Maik Petzold, intentó seguirle pero finalmente terminó a ocho segundos del británico. Tras renunciar a disputar la siguiente prueba en Hamburgo, disputó la prueba de Londres, para intentar arrebatar el primer puesto a Brownlee, pero se cayó en el segmento ciclista, tuvo que retirarse y el británico ganó. Tras recuperarse de la caída, viajó hasta Japón, donde fue tercero (superado por Jan Frodeno y Kris Gemmell) y recuperó la segunda plaza de la clasificación general. Para ganar el Campeonato del Mundo en la última prueba del año, en Gold Coast (Australia), Noya debía ganar y que Brownlee fuese por lo menos sexto, sin embargo, el británico ganó la prueba y Noya fue segundo a siete segundos en la que fue "la carrera más rápida de la historia del triatlón". En la clasificación final Brownlee fue primero con 4.400 puntos y Noya segundo con 3.959. Antes de finalizar la temporada, el 20 de septiembre, Noya se adjudicó su segundo título nacional de triatlón en Cangas de Morrazo por delante de José Manuel Tovar y de Eneko Llanos. También se adjudicó la victoria por equipos (Strands.com) el 18 de octubre en el triatlón de Barcelona junto al nadador Marco Rivera y al ciclista Mikel Elgezábal. 100 nadadores gallegos, entre los que se encontraba Noya, batieron en diciembre el récord del mundo de natación del relevo 100x100, con un tiempo de 1h 44:09.

### 2010

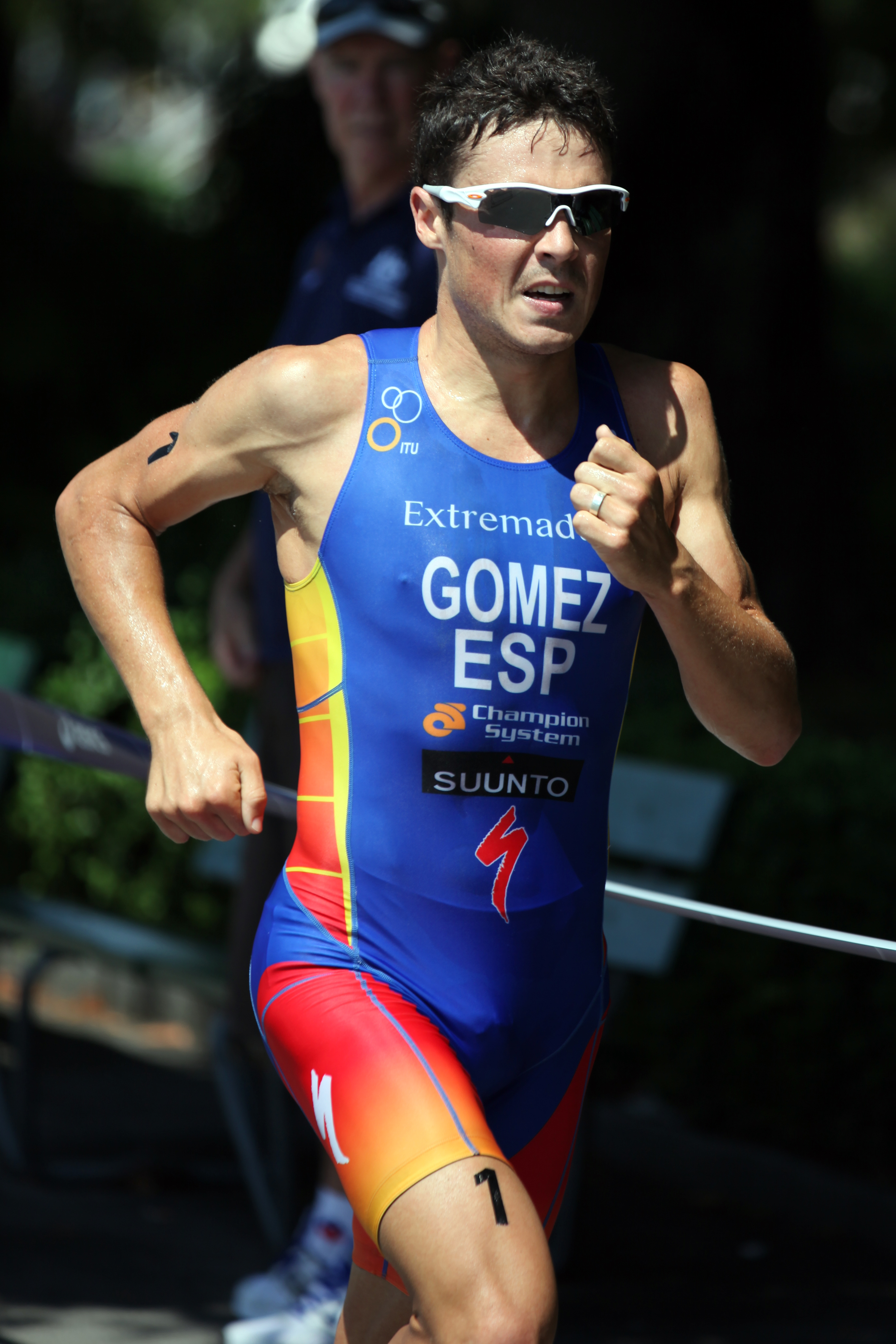
Javier Gómez, Lausanne 2011.

Tras ocho semanas lesionado de la cadera, volvió a competir en mayo y fue duodécimo en Seúl, en la segunda prueba de las Series Mundiales. En junio, en la siguiente prueba, acabó cuarto en Madrid y poco después consiguió la medalla de plata en el Campeonato Europeo disputado en Athlone (Irlanda), tras Alistair Brownlee. Sin embargo, ante la falta de Brownlee, el 17 de julio de adjudicó la cuarta prueba de las Series Mundiales disputada en Hamburgo con un tiempo de 1:43:06, por delante de Jan Frodeno y Tim Don. Una semana después, el 25 de julio, y con la presencia de Alistair, se adjudicó la quinta prueba disputada en Londres con un tiempo de 1:42:08, por delante de Jonathan Brownlee y Jan Frodeno, tras realizar un fuerte ataque en el último kilómetro de la carrera a pie. A comienzos de agosto disputó la Copa del Rey de Triatlón con su equipo, el Ciudad de Lugo Fluvial, y se adjudicó la prueba junto a David Castro, Miguel Ángel Acosta y Óscar Vicente. En la sexta prueba de las Series Mundiales en Kitzbühel (Tirol), fue segundo tras Stuart Hayes después de ser penalizado con 15 segundos por caérsele el casco en la transición. Su principal rival para el título, el alemán Jan Frodeno fue tercero, por lo que pasó de tener 2767 a 3452 puntos ante los 3312 de Noya (antes de la prueba 2572). Dos semanas antes de la final de las Series Mundiales disputó el Campeonato de España, en el que ganó por tercera vez por delante de Ruanova y Reig. Por equipos también se adjudicó el título. En la prueba final de las Series Mundiales fue segundo por detrás de Alistair, pero ganó el Campeonato después de que su gran rival, Frodeno, se desfondase y terminase la prueba en el 41.er puesto.
Tras su victoria mundial compitió en La Baule, en la final de la Liga Nacional de Clubes, compitiendo con el EC Sartrouville, el mismo que los hermanos Brownlee. Finalmente cruzaron la meta los tres juntos, siendo los campeones. En octubre realizó tres triatlones de distancia olímpica, en Los Ángeles el día 3 en el que fue segundo tras Bevan Docherty, en Huatulco el día 10 que se adjudicó y el Garmin Barcelona el día 17, que también ganó. También en octubre anunció su libro "Triatlón con Javier Gómez Noya".

### 2011

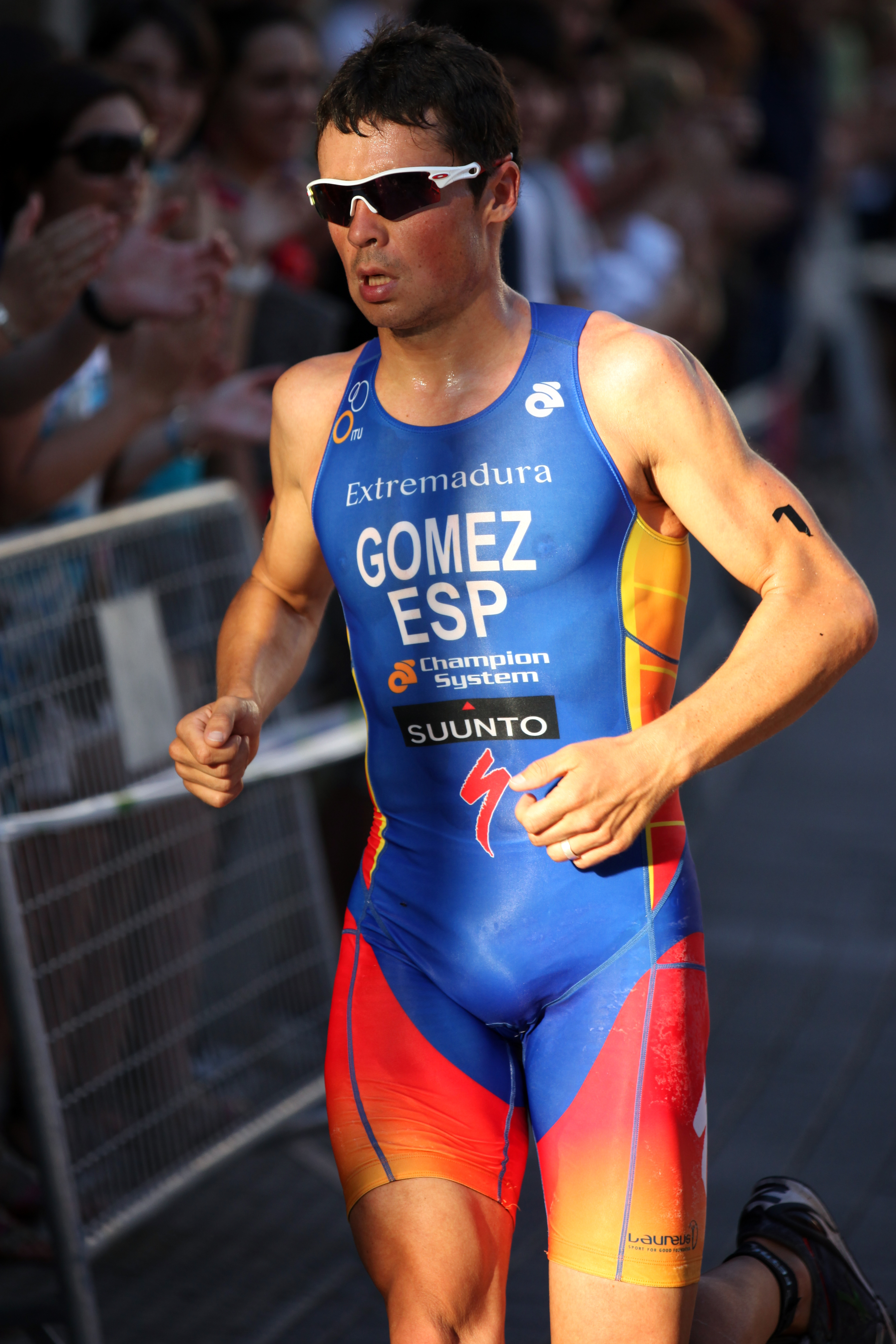
Javier Gómez, Pontevedra 2011.

Comenzó la temporada con el triatlón de Moololaba, que era la primera prueba de la Copa del Mundo de Triatlón, y terminó en quinta posición, siendo el ganador Brad Kahlefeldt. En la primera prueba de las Series Mundiales ganó en Sídney por delante de Jonathan Brownlee. En mayo se adjudicó en el mismo fin de semana el campeonato de España de triatlón por relevos, junto a dos de sus compañeros del Ciudad de Lugo Fluvial y el campeonato de España de triatlón sprint. En mayo ganó una nueva prueba por equipos con los hermanos Brownlee en la liga francesa, exactamente en Dunkerque, aunque individualmente fue cuarto. En junio se disputaron dos nuevas pruebas de las Series Mundiales, en Madrid y en Kitzbühel, en la primera fue tercero tras los hermanos Brownlee, pero no participó en la siguiente para preparar el Campeonato Europeo. Sin embargo, en el Europeo celebrado en Pontevedra solo pudo ser 40.º tras desfondarse en el segmento a pie. También participó en el Copa de Europa de triatlón disputada en Bañolas el 31 de julio y ganó por delante de Aaron Harris. En la cuarta prueba mundialista disputada en Hamburgo solo pudo ser sexto, y cuarto en la siguiente en Londres. La siguiente prueba era también el Campeonato Mundial de Triatlón de Distancia Sprint y fue segundo por detrás de Jonathan Brownlee a tan solo cuatro segundos. En la gran final en Pekín todavía tenía esperanzas de ganar el Campeonato ya que iba tercero tras los hermanos Brownlee, pero quedó en sexto lugar terminando finalmente como tercer clasificado mundial con 3671 puntos, por detrás de Alistair (4285) y Jonathan (3992).

### 2012

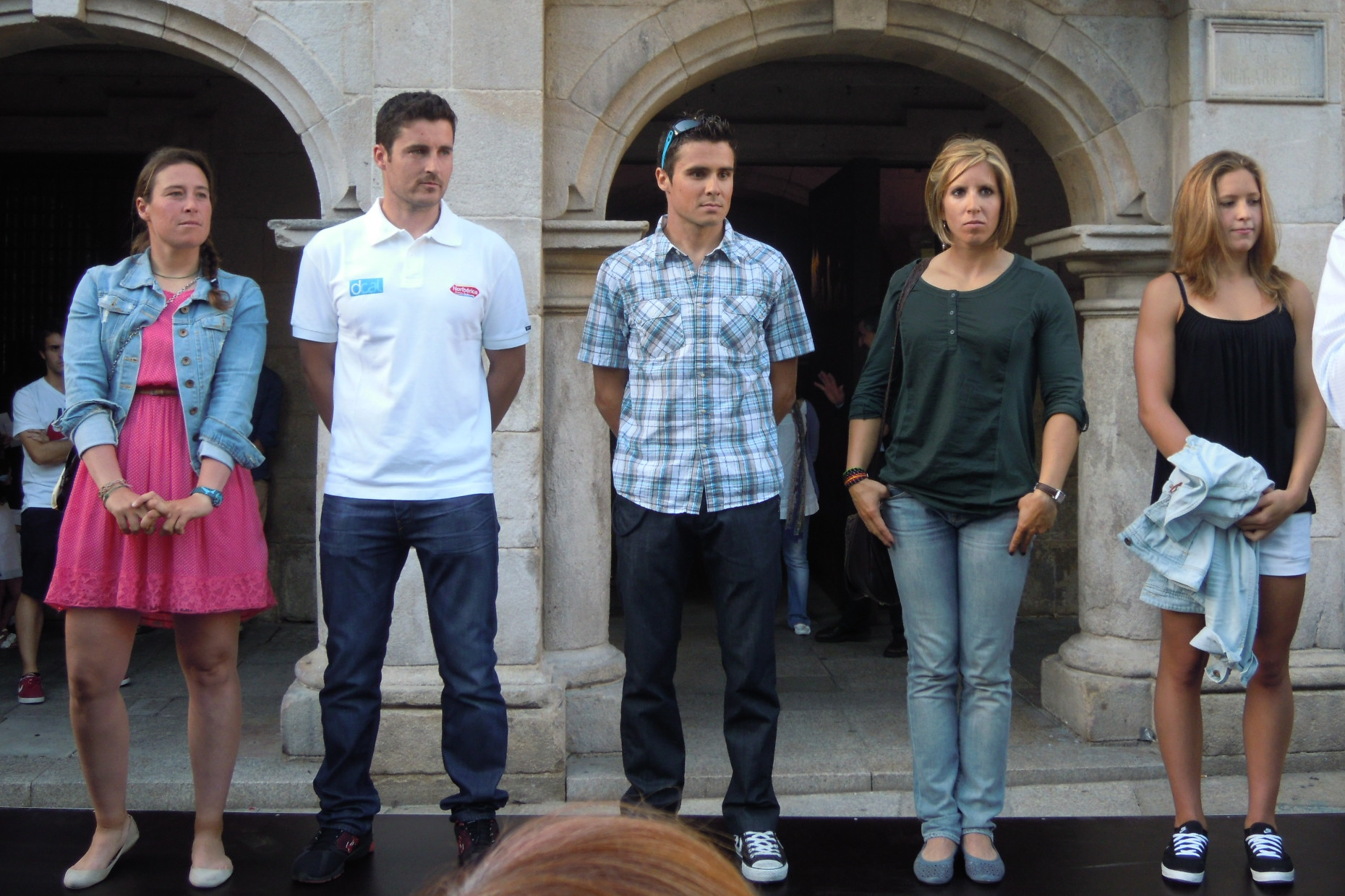
Javier junto al resto de deportistas olímpicos de Pontevedra en 2012

Este año, en las Series Mundiales finalizó en segundo lugar con 4.845 puntos, por los 4.935 de Jonathan Brownlee. Jonathan había ganado tres pruebas y Javier había sido tercero en Kitzbühel (4.ª prueba), y segundo en Hamburgo (5.ª prueba), Estocolmo (6.ª prueba) y Yokohama (7.ª prueba), llegando a la última prueba con oportunidades de proclamarse campeón del mundo. Javier consiguió ganar en la prueba final disputada en Auckland, pero Jonathan quedó en segundo lugar y se adjudicó el título.
En otras competiciones, se adjudicó en abril el Campeonato Europeo en Eilat (Israel), por delante de Alexandr Briujankov y de Iván Vasíliev. También ganó el campeonato del mundo 5150 en el triatlón Hy-Vee en Des Moines, Iowa, el Campeonato del Mundo X-Terra en Maui y una prueba de las Lifetime Series en Miami.
Pero el evento más importante del año era la disputa de los Juegos Olímpicos de Londres 2012. Llegó a esta competición tras quedar segundo en Hamburgo, y declaró que llegaba en un buen estado de forma. Tras darse comienzo a la prueba, se puso en cabeza y salió del agua en segundo lugar, solo por detrás de Richard Varga. Tras la sección ciclista seguía estando junto a los favoritos, pero en la carrera a pie Alistair Brownlee le aventajó en once segundos, siendo finalmente medalla de plata.

### 2013

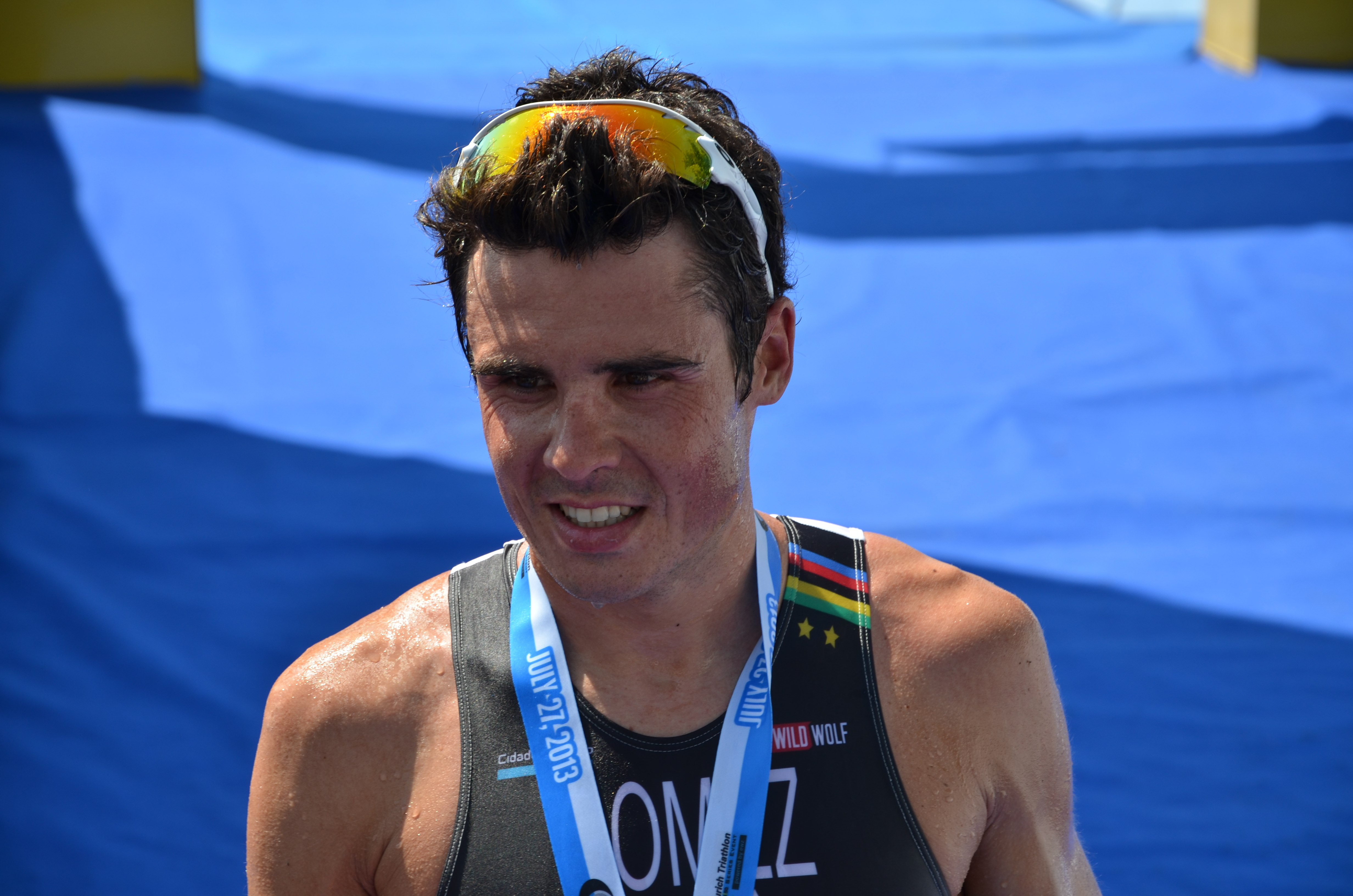
Noya en el Campeonato de Europa IM 5150 en Zúrich

A comienzos de año se anunció que Carlos David Prieto sería su nuevo entrenador, aunque Omar seguiría en el equipo, pero sin tanto compromiso, debido al nacimiento de su hijo. En la primera prueba de las Series Mundiales venció en Auckland con un tiempo de 1:55:51, por delante de Mario Mola Díaz y del portugués João Silva. En la segunda prueba, trece días más tarde en San Diego solo pudo ser octavo, en una prueba que ganó Alistair Brownlee. Alistair también ganó en Kitzbühel (5.ª prueba) y Estocolmo (7.ª prueba), y su hermano Jonathan venció en Yokohama (3.ª prueba), Madrid (4.ª prueba) y Hamburgo (6.ª prueba). Noya terminó en segundo lugar en Yokohama, Madrid y Estocolmo, y tercero en Hamburgo, por lo que llegó con opciones de adjudicarse el título en la última prueba, en Londres. Alistair era el líder de la clasificación mundial y el favorito para adjudicarse el título, pero tuvo un mal día y terminó la carrera andando. Noya se jugó el título al sprint ante Jonathan y ganó, adjudicándose su tercer mundial con 4.220 puntos, por los 4.195 de Jonathan.
Además, este año se adjudicó el campeonato del mundo 5150 en el triatlón Hy-Vee en Des Moines, Iowa, revalidando el título que consiguió el año anterior. También ganó dos pruebas de la Copa del Mundo, en Mooloolaba y Cozumel, el Campeonato de Europa de Media Distancia en Calella, Escape from Alcatraz en San Francisco, el Campeonato de Europa IM 5150 en Zúrich, el triatlón Internacional de Pekín, el Grand Prix de Francia en Niza, el Campeonato de España de Acuatlón y la Copa del Rey de Triatlón, ambos en Águilas.

### 2014
Javier se impuso en 4 de las 5 primeras pruebas del Campeonato Mundial de Triatlón de 2014, disputadas en Auckland, Ciudad del Cabo, Yokohama y Chicago. En la sexta prueba (Hamburgo) se impuso Alistair Brownlee y en Estocolmo su hermano Jonathan. A la prueba final disputada en Edmonton llegaban con opciones de ser campeones del mundo Mario Mola y Jonathan Brownlee, que estaba segundo a tan solo 282 puntos de Javier. Finalmente, Javier solo pudo ser tercero tras Alistair Brownlee y Mola, pero se adjudicó el título mundial con 4860 puntos, por los 4601 de Mola, segundo clasificado.
Una semana después de adjudicarse su cuarto título mundial en distancia olímpica (ITU) también ganó el Campeonato del Mundo de Ironman 70.3 disputado en la localidad canadiense de Mont-Tremblant. Solo había participado en otras dos ocasiones en esta distancia, la anterior fue la prueba clasificatoria que también se adjudicó en febrero en Panamá. Además de estos títulos, en mayo se adjudicó el triatlón Villa de Fuente Álamo por delante de Uxio Abuín y de Iván Raña, y en octubre se adjudicó el triatlón de Barcelona por delante de Mario Mola, al que adelantó a 200 metros de la meta.

### 2015
En el Campeonato Mundial de Triatlón de 2015 ganó en Yokohama (5.ª prueba) y Estocolmo (8.ª prueba), fue segundo en Auckland (2.ª prueba), Ciudad del Cabo (4.ª prueba), Hamburgo (7.ª prueba) y Edmonton (9.ª prueba), y tercero en Gold Coast (3.ª prueba), por lo que llegó como favorito a la última competición del año disputada el 20 de septiembre en Chicago. Su gran rival para ganar el campeonato era su compatriota Mario Mola, que en caso de ganar la prueba obligaba a Javier a terminar tercero. Finalmente Mola ganó la prueba con un tiempo de 1:44:53 y Javier finalizó detrás de él, a 4 segundos, por lo que consiguió su quinto título mundial, habiendo ganado los últimos tres de manera consecutiva. Con su quinto título superó la marca del británico Simon Lessing.
Además de las pruebas del campeonato mundial, este año disputó en junio el Ironman 70.3 de Staffordshire, donde aventajó en más de cinco minutos al alemán Markus Tomschke. En agosto intentó revalidar su título mundial Ironman 70.3 en Zell am See, Austria, pero solo pudo ser tercero tras Jan Frodeno y Sebastian Kienle. A final de año participó en el triatlón Island House, una prueba por invitación en el que se disputaron 3 etapas con 10 participantes en cada género. Después de las 3 etapas Javier ganó con un tiempo total de 3:08:21, por delante de Richard Murray y Tim Don.

### 2016
Tras algunas molestias en los entrenamientos del comienzo de temporada, su entrenador Carlos David Prieto, anunció que Javier no tenía previsto defender su corona de campeón mundial en 2016, sino que estaba centrando sus entrenamiento en los Juegos Olímpicos de Río de Janeiro 2016. En junio de ese año fue proclamado como Premio Princesa de Asturias de los Deportes por delante de la Selección de rugby de Nueva Zelanda, de Lindsey Vonn y de Sébastien Loeb.
Acudió a pocas pruebas durante el año. La primera fue en mayo, el triatlón de Dunkerke, en la que fue cuarto y primero con su equipo, el EC Satrouville. En el siguiente fin de semana participó en el Campeonato Europeo de Triatlón en Lisboa, en el que se impuso por cuarta vez, por delante de Dmitri Polianski y Andrea Salvisberg. Poco después participó en la 5.ª prueba del Campeonato Mundial de Triatlón de 2016 en Leeds, donde terminó en cuarta posición tras Alistair, Jonathan Brownlee y Aaron Royle.
Pensaba participar en la siguiente prueba del Mundial, en Estocolmo, pero no pudo competir por la fiebre. Pocos días después, mientras realizaba sus entrenamientos de cara a los Juegos Olímpicos sufrió una caída en bicicleta y se fracturó el brazo, por lo que tuvo que renunciar a su participación.

### 2017
Comenzó el año venciendo en el Ironman 70.3 de Dubái, con un tiempo de 3 horas, 42 minutos y 21 segundos, por delante de Josh Amberger y de Tyler Butterfield. En la primera prueba del Campeonato Mundial de Triatlón de 2017, en Abu Dhabi, también consiguió la victoria. En la segunda prueba, en Gold Coast fue cuarto en formato sprint y después en Yokohama noveno tras unos días aquejado de fiebre. Para la siguiente prueba del mundial declaró que estaba recuperado de sus problemas bucales sufridos en la anterior prueba, pero que no competiría en Leeds por no tener posibilidades de ganar la prueba. En las siguientes dos pruebas, disputadas en la modalidad de sprint terminó en quinto lugar en Hamburgo y en sexto en Edmonton.
Tras no conseguir subir al pódium en ninguna de las tres pruebas disputadas en la modalidad de sprint, ganó la siguiente prueba en la modalidad olímpica disputada en Montreal. De esta manera volvía a ganar una prueba del Campeonato Mundial, por delante del noruego Kristian Blummenfelt y del sudafricano Richard Murray. Antes de disputar la última prueba de las Series Mundiales participó en el mundial de Ironman 70.3 disputado en Chattanooga; a pesar de perder 4:16 minutos con respecto a Ben Kanute en el segmento de bicicleta, remontó a su rival y ganó con un tiempo de 3:49 h, proclamándose por segunda vez en su carrera campeón del mundo de esta distancia. Una semana después, en la Gran Final del Campeonato Mundial, terminó en la cuarta posición, lo que le valió para ser segundo en la clasificación general, detrás de su compañero de equipo Mario Mola, y conseguir su décima presea individual en el Mundial.

### 2018
En febrero disputó su primera prueba del año en Nueva Zelanda, en el Ironman 70.3 de Wanaka. Venció con un tiempo de 3:57:15, por delante de Braden Currie y de Jesse Thomas. Poco después venció en Cannes y en el Ironman 70.3 de Barcelona, antes de disputar su primer ironman. Este tuvo lugar en Cairns, Australia en junio, finalizando en segundo lugar por detrás de Currie, que batió el mejor tiempo de la prueba, bajando de ocho horas. Con este resultado se convirtió en el mejor debutante en la historia del ironman con un tiempo final de 7:56:38. A finales de julio se enfrentó a su compañero de entrenamientos Pablo Dapena en el medio ironman de Praga, obteniendo la victoria con tan solo seis segundos de diferencia. En septiembre participó un año más en el Campeonato del Mundo de Ironman 70.3 disputado en Johannesburgo. En la carrera a pie llegó a estar en cabeza junto a Jan Frodeno, pero en el kilómetro 12 tuvo que pararse aquejado de flato, terminando finalmente en tercera posición, por detrás de Frodeno y Alistair Brownlee.

### 2019
En la primera prueba del año, en el Medio Ironman (70.3) disputado en la localidad australiana de Geelong se adjudicó la victoria con un tiempo de 3:45,23 por delante del triatleta local Josh Amberger. Poco después participó en Nueva Plymouth en su retorno a la distancia olímpica. La prueba formaba parte de la Copa del Mundo, en la cual terminó en quinto lugar a 13 segundos del ganador, Luke William. Una semana más tarde participó por segundo año consecutivo en la media maratón de Madrid logrando su mejor marca personal en la distancia. Terminó en decimosexto lugar y segundo español con un tiempo de 1:06:48. En mayo se proclamó campeón del mundo de triatlón en la modalidad de larga distancia en los Campeonatos del Mundo Multideporte celebrados en Pontevedra. Su tiempo final fue de 5 horas y 5 minutos, por delante de Pablo Dapena y del esloveno Jaroslav Kovacic.
Participó a finales de abril en la segunda prueba del Campeonato Mundial de Triatlón de 2019, en Bermudas, quedando en segundo lugar tras Dorian Coninx. En la tercera prueba, celebrada a mediados de mayo quedó en cuarto lugar. En la cuarta prueba, celebrada a comienzos de junio en Leeds, fue tercero tras Jacob Birtwhistle y Matthew McElroy, situándose en el cuarto puesto de la clasificación. Dos semanas más tarde se proclamó subcampeón de Europa de Iroman 70.3 tras el belga Rodolphe Von Berg. En la quinta prueba del Mundial, en Montreal, el ganador fue el belga Jelle Geens por delante de Mario Mola, mientras que Noya fue noveno, situándose tercero en la clasificación. En la sexta prueba, en Hamburgo, y en distancia esprint, solo pudo ser octavo a 24 segundos del ganador de la prueba, el australiano Jacob Birtwhistle. Con este resultado se puso en segundo lugar en la clasificación general, pero en la penúltima prueba, en Edmonton lo perdió al tener que retirarse tras un caída en el sector ciclista. Todavía con opciones matemáticas de ser campeón del mundo, disputó la gran final del mundial en Lausana el 31 de agosto. Terminó la prueba en sexto lugar, terminando el campeonato del mundo en tercer lugar, tras el francés Vincent Luis y el español Mario Mola.

### 2021
En la prueba de los Juegos Olímpicos de Tokio 2020 finalizaría en 25.ª plaza, reconociendo que sufrió una otitis los días previos a la carrera, en una entrevista concedida al portal ESPN Brasil.

## Clubes
Tiene ficha de natación con el Club Natación Ferrol y además formó parte del Triathlon Sartrouville de la ciudad de Sartrouville, Francia. Actualmente está federado en el Club de Triatlón Cidade de Lugo Fluvial.

## Historial internacional

### Campeonatos
| Juegos Olímpicos               | Juegos Olímpicos          | Juegos Olímpicos  | Juegos Olímpicos |
| Año                            | Lugar                     | Medalla           | Prueba           |
| ------------------------------ | ------------------------- | ----------------- | ---------------- |
| 2012                           | Londres ( Reino Unido)    | Medalla de plata  | Individual       |
| Campeonato Mundial             |                           |                   |                  |
| Año                            | Lugar                     | Medalla           | Prueba           |
| 2007                           | Hamburgo ( Alemania)      | Medalla de plata  | Individual       |
| 2008                           | Vancouver ( Canadá)       | Medalla de oro    | Individual       |
| 2009                           | Gold Coast ( Australia)   | Medalla de plata  | Individual       |
| 2010                           | Budapest ( Hungría)       | Medalla de oro    | Individual       |
| 2011                           | Pekín ( China)            | Medalla de bronce | Individual       |
| 2012                           | Auckland ( Nueva Zelanda) | Medalla de plata  | Individual       |
| 2013                           | Londres ( Reino Unido)    | Medalla de oro    | Individual       |
| 2014                           | Edmonton ( Canadá)        | Medalla de oro    | Individual       |
| 2015                           | Chicago ( Estados Unidos) | Medalla de oro    | Individual       |
| 2017                           | Róterdam ( Países Bajos)  | Medalla de plata  | Individual       |
| 2019                           | Lausana ( Suiza)          | Medalla de bronce | Individual       |
| Campeonato Mundial por Relevos |                           |                   |                  |
| Año                            | Lugar                     | Medalla           | Prueba           |
| 2007                           | Tiszaújváros ( Hungría)   | Medalla de bronce | Relevos          |
| Campeonato Europeo             |                           |                   |                  |
| Año                            | Lugar                     | Medalla           | Prueba           |
| 2007                           | Copenhague ( Dinamarca)   | Medalla de oro    | Individual       |
| 2009                           | Holten ( Países Bajos)    | Medalla de oro    | Individual       |
| 2010                           | Athlone ( Irlanda)        | Medalla de plata  | Individual       |
| 2012                           | Eilat ( Israel)           | Medalla de oro    | Individual       |
| 2016                           | Lisboa ( Portugal)        | Medalla de oro    | Individual       |

| Campeonato Mundial | Campeonato Mundial | Campeonato Mundial | Campeonato Mundial |
| Año                | Lugar              | Medalla            | Prueba             |
| ------------------ | ------------------ | ------------------ | ------------------ |
| 2011               | Lausana ( Suiza)   | Medalla de plata   | Individual         |

| Campeonato Europeo | Campeonato Europeo  | Campeonato Europeo | Campeonato Europeo |
| Año                | Lugar               | Medalla            | Prueba             |
| ------------------ | ------------------- | ------------------ | ------------------ |
| 2013               | Barcelona ( España) | Medalla de oro     | Individual         |

| Campeonato Mundial | Campeonato Mundial   | Campeonato Mundial | Campeonato Mundial |
| Año                | Lugar                | Medalla            | Prueba             |
| ------------------ | -------------------- | ------------------ | ------------------ |
| 2019               | Pontevedra ( España) | Medalla de oro     | Individual         |

| Campeonato Mundial | Campeonato Mundial            | Campeonato Mundial | Campeonato Mundial |
| Año                | Lugar                         | Medalla            | Prueba             |
| ------------------ | ----------------------------- | ------------------ | ------------------ |
| 2014               | Mont-Tremblant ( Canadá)      | Medalla de oro     | Individual         |
| 2015               | Zell am See ( Austria)        | Medalla de bronce  | Individual         |
| 2017               | Chattanooga ( Estados Unidos) | Medalla de oro     | Individual         |
| 2018               | Port Elizabeth ( Sudáfrica)   | Medalla de bronce  | Individual         |
| Campeonato Europeo |                               |                    |                    |
| Año                | Lugar                         | Medalla            | Prueba             |
| 2019               | Elsinor ( Dinamarca)          | Medalla de plata   | Individual         |

| Campeonato Mundial | Campeonato Mundial     | Campeonato Mundial | Campeonato Mundial |
| Año                | Lugar                  | Medalla            | Prueba             |
| ------------------ | ---------------------- | ------------------ | ------------------ |
| 2012               | Maui ( Estados Unidos) | Medalla de oro     | Individual         |

### Pódium en la Copa del Mundo
| Lugar                          | Puesto | Fecha      | Marca    | Título |
| ------------------------------ | ------ | ---------- | -------- | ------ |
| Áqaba (Jordania)               | 2      | 10.03.2006 | 1:47'35" | Plata  |
| Madrid (España)                | 1      | 04.06.2006 | 1:53'09" | Oro    |
| Corner Brook (Canadá)          | 3      | 23.07.2006 | 1:55'10" | Bronce |
| Hamburgo (Alemania)            | 1      | 09.09.2006 | 1:43'01" | Oro    |
| Pekín (China)                  | 2      | 24.09.2006 | 1:52'58" | Plata  |
| Cancún (México)                | 1      | 5.11.2006  | 1:47'32" | Oro    |
| Mooloolaba (Australia)         | 2      | 25.3.2007  | 1:49'26" | Plata  |
| Lisboa (Portugal)              | 1      | 5.5.2007   | 1:52'41" | Oro    |
| Madrid (España)                | 2      | 3.6.2007   | 1:55'52" | Plata  |
| Des Moines (Estados Unidos)    | 3      | 17.6.2007  | 1:50'46" | Bronce |
| Salford (Reino Unido)          | 1      | 29.7.2007  | 1:51'47" | Oro    |
| Tiszaujvaros (Hungría)         | 1      | 11.8.2007  | 1:47'44" | Oro    |
| Pekín (China)                  | 1      | 16.9.2007  | 1:48'41" | Oro    |
| Mooloolaba (Australia)         | 1      | 30.3.2008  | 1:49'50" | Oro    |
| Nueva Plymouth (Nueva Zelanda) | 1      | 6.4.2008   | 1:47'33" | Oro    |
| Madrid (España)                | 1      | 25.5.2008  | 1:56'25" | Oro    |
| Tiszaujvaros (Hungría)         | 1      | 13.7.2008  | 1:51'32" | Oro    |
| Huatulco (México)              | 1      | 10.10.2010 | 1:49:08  | Oro    |
| Mooloolaba (Australia)         | 1      | 16.03.2013 | 1:54:32  | Oro    |
| Cozumel (México)               | 1      | 6.10.2013  | 53:26    | Oro    |
| Nueva Plymouth (Nueva Zelanda) | 2      | 23.03.2014 | 52:33    | Plata  |

### Pódium en las Series Mundiales (Campeonato del Mundo)
| Lugar                                     | Puesto | Fecha      | Marca    | Título |
| ----------------------------------------- | ------ | ---------- | -------- | ------ |
| Madrid (España)                           | 3      | 30/5/2009  | 1:52'18" | Bronce |
| Washington D. C. (Estados Unidos)         | 2      | 20/6/2009  | 1:49'11" | Plata  |
| Kitzbühel (Austria)                       | 2      | 11/7/2009  | 1:43'21" | Plata  |
| Yokohama (Japón)                          | 3      | 22/8/2009  | 1:44'51" | Bronce |
| Gold Coast (Australia) - Gran Final ITU   | 2      | 13/9/2009  | 1:44'57" | Plata  |
| Hamburgo (Alemania)                       | 1      | 17/7/2010  | 1:43'06" | Oro    |
| Londres (Reino Unido)                     | 1      | 25/7/2010  | 1:42'08" | Oro    |
| Kitzbühel (Austria)                       | 2      | 14/8/2010  | 1:53'04" | Plata  |
| Budapest (Hungría) - Gran Final ITU       | 2      | 11/9/2010  | 1:42'30" | Plata  |
| Sídney (Australia)                        | 1      | 10/4/2011  | 1:50'22" | Oro    |
| Madrid (España)                           | 3      | 5/6/2011   | 1:51'51" | Bronce |
| Lausana (Suiza)                           | 2      | 21/8/2011  | 52'27"   | Plata  |
| Kitzbühel (Austria)                       | 3      | 24/06/2012 | 1:51'18" | Bronce |
| Hamburgo (Alemania)                       | 2      | 22/07/2012 | 51'53"   | Plata  |
| Estocolmo (Suecia)                        | 2      | 26/08/2012 | 54'31"   | Plata  |
| Yokohama (Japón)                          | 2      | 30/09/2012 | 1:48'57" | Plata  |
| Auckland (Nueva Zelanda) - Gran Final ITU | 1      | 22/10/2012 | 2:00'29" | Oro    |
| Auckland (Nueva Zelanda)                  | 1      | 06/04/2013 | 1:55'51" | Oro    |
| Yokohama (Japón)                          | 2      | 11/05/2013 | 1:45'23" | Plata  |
| Madrid (España)                           | 2      | 01/06/2013 | 1:51'32" | Plata  |
| Hamburgo (Alemania)                       | 3      | 20/07/2013 | 51'14"   | Bronce |
| Estocolmo (Suecia)                        | 2      | 24/08/2013 | 1:43'27" | Plata  |
| Londres (Inglaterra) - Gran Final ITU     | 1      | 11/09/2013 | 1:48'16" | Oro    |
| Auckland (Nueva Zelanda)                  | 1      | 06/04/2014 | 1:54'13" | Oro    |
| Ciudad del Cabo (Sudáfrica)               | 1      | 26/04/2014 | 1:44'52" | Oro    |
| Yokohama (Japón)                          | 1      | 17/05/2014 | 1:45'31" | Oro    |
| Chicago (Estados Unidos)                  | 1      | 28/06/2014 | 1:47'21" | Oro    |
| Edmonton (Canadá) - Gran Final ITU        | 3      | 29/08/2014 | 1:49'07" | Bronce |
| Auckland (Australia)                      | 2      | 28/03/2015 | 1:55'41" | Plata  |
| Gold Coast (Australia)                    | 3      | 11/04/2015 | 1:47'21" | Bronce |
| Ciudad del Cabo (Sudáfrica)               | 2      | 25/04/2015 | 1:39'24" | Plata  |
| Yokohama (Japón)                          | 1      | 16/05/2015 | 1:47'00" | Oro    |
| Hamburgo (Alemania)                       | 2      | 18/07/2015 | 51'58"   | Plata  |
| Estocolmo (Suecia)                        | 1      | 22/08/2015 | 1:49'33" | Oro    |
| Edmonton (Canadá)                         | 2      | 05/09/2015 | 53'23"   | Plata  |
| Chicago (Estados Unidos) - Gran Final ITU | 2      | 15/09/2015 | 1:44'57" | Plata  |
| Abu Dabi (Emiratos Árabes Unidos)         | 1      | 04/03/2017 | 1:51'31" | Oro    |
| Montreal (Canadá)                         | 1      | 06/08/2017 | 1:47'50" | Oro    |
| Bermudas                                  | 2      | 28/04/2019 | 1:50'38" | Plata  |
| Leeds (Inglaterra)                        | 3      | 09/06/2019 | 1:45'21" | Bronce |

## Palmarés
| 2002 - Campeón de Europa Júnior de Duatlón (Zeit, Alemania.). - Campeón de España Júnior de Duatlón (Lugo). - Campeón de España Júnior de Triatlón (Valencia). - Campeón del Open de España Absoluto de Triatlón (Ferrol). - Campeón de la Liga Nacional de Clubes (Lugo). - Campeón Gallego de Natación en 1500 libres (Santiago). - Campeón Gallego de Natación en 400 libres (Santiago). - Campeón Gallego Júnior de Campo a Través (Vigo). - Campeón de España de Acuatlón (Pulpí). 2003 - Campeón del Mundo Sub-23 de Triatlón (Queenstown, Nueva Zelanda). - Campeón de España Sub-23 de Triatlón (Gerona). - Campeón de España Sub-23 de Duatlón (Almería). - Campeón de la Liga Nacional de Clubes ( Badajoz). - Campeón Gallego de Natación en 1500 libres (Santiago). - Campeón de España de Acuatlón (Hornachuelos). 2004 - Campeón del Triatlón Internacional de Bloenfontein (Sudáfrica). - Campeón de España Sub-23 de Triatlón (Pontevedra). - Campeón de España Sub-23 de Duatlón (Álava). - Campeón de la Liga Nacional de Clubes (Madrid). - Campeón Gallego de Natación en 1500 libres (Carballo). - Campeón de España de Acuatlón (Ferrol). 2005 - Campeón del Irontour de Francia venciendo en las 6 etapas. - Campeón de la Copa de Europa de Lougneagh (Irlanda del Norte). - Campeón Gallego de Natación de 1500 libres (Santiago). - Campeón Gallego de Natación de 400 libres (Santiago). - Récord Gallego de Natación en 1500 libres, 15,53 (Ferrol). 2006 - Campeón de la BG Copa del Mundo 2006. - Campeón de 3 pruebas de la Copa del Mundo (Madrid, Hamburgo y Cancún). - Campeón de la Copa de Europa de Estoril (Portugal). - Campeón del Irontour de Francia (venciendo en 3 de las 4 etapas). - Maillot rojo (mejor corredor a pie) en el Irontour de Francia. - Campeón de España de triatlón (Almería). - Campeón de España Sub-23 de Duatlón (Burgos). - Campeón de España por Autonomías. (Madrid). - Campeón de la Liga Nacional de Clubes (Gijón). - Campeón del Triatlón Internacional de Marbella (Málaga). - Campeón Gallego de Natación de Larga distancia 3000 (Lalín). - Campeón Gallego de Natación de 1500 libres (Santiago). - Récord Gallego de Natación de 1500 libres, 15,48 (Santiago). - Récord Gallego de Natación de 800 libres, 8,22 (Santiago). 2007 - Campeón de la BG Copa del Mundo de Triatlón 2007. - Campeón de 4 pruebas de la Copa del Mundo (Salford, Tiszaujvaros, Pekín y Lisboa). - Campeón de Europa de Triatlón, Copenhague (Dinamarca). - Campeón del Grand Prix de Lorient (Francia). - Campeón del Grand Prix de La Baule (Francia). - Campeón del Duatlón Internacional de Gernika. - Campeón de la Liga nacional de Clubes, Lugo. - Campeón Gallego de Natación en 400 m libres (Santiago). - Campeón Gallego de Natación de 1500 m libres (Santiago). - N.º 1 del Ranking Mundial ITU. 2008 - Campeón del Mundo de Triatlón en Vancouver (Canadá). - Campeón de 4 pruebas de la Copa del Mundo (Mooloolaba, Nueva Plymouth, Madrid y Tiszaujvaros). - Campeón de la Copa de Europa Premium de Pontevedra (España). - Campeón Triatlón Internacional de Bloemfontein (Sudáfrica). - Campeón de la Copa del Mundo de triatlón 2008. - N.º 1 del Ranking Mundial ITU. - N.º 1 del Ranking de Clasificación Olímpica. 2009 - Campeón de Europa de Triatlón en Holten (Países Bajos). - Campeón de España de Triatlón en Cangas (Pontevedra). - Campeón US Open Los Ángeles Triathlon (Estados Unidos). - Campeón Triatlón Internacional de Fuente Álamo. - Campeón del Grand Prix de Tours (Francia). - Campeón de Francia por equipos con el E. C. Sartrouville. - N.º 1 del Ranking Mundial ITU. - Premio mejor triatleta Nacional 2009. | 2010 - Campeón final del World Championship Series. - Campeón en 2 pruebas del World Championship Series (Londres y Hamburgo). - Campeón de la Copa de Europa en Pontevedra. - Campeón de 1 prueba de la Copa del Mundo (Huatulco). - Campeón de Francia por equipos con el E.C. Sartrouville. - Campeón del Grand Prix La Boule (Francia). - Campeón de España de Triatlón (Pulpí). - Campeón del Triatlón de Barcelona. - Campeón del US Open Los Ángeles Triathlon. - N.º 1 del Ranking Mundial ITU. - Campeón de España de Acuatlón (Águilas). 2011 - Campeón de 1 prueba del World Championship Series (Sídney). - Campeón de la Copa de Europa de Bañolas. - Campeón de España – Distancia Sprint y Distancia Olímpica. - Campeón de Life Time Series Dallas (Estados Unidos). - Campeón del Gran Prix de Francia por equipos con el EC Sartrouville. (Tours, Niza, Le Boule, París). - Campeón de Triatlón Hangsgroe Offenburg (Alemania). - N.º 1 del Ranking Mundial ITU. - Campeón de España de Acuatlón (Ferrol). 2012 - Campeón de Europa de Triatlón en Eilat (Israel). - Subcampeón Olímpico en los Juegos Olímpicos de Londres 2012. - Campeón del Mundo de Triatlón XTerra 2012. - Campeón del Ironman 5150 Hy-vee Triathlon en Des Moines. - Campeón de 1 prueba del World Championship Series (Auckland). - N.º 1 del Ranking Mundial ITU. - N.º 1 del Ranking de Clasificación Olímpica. 2013 - Campeón de Europa de Media Distancia en Calella, Barcelona (España). - Campeón final del World Championship Series. - Campeón de 2 pruebas del World Championship Series (Auckland y Londres). - Campeón de 2 pruebas de la Copa del Mundo (Mooloolaba y Cozumel). - Campeón del Ironman 5150 Hy-vee Triathlon en Des Moines. - Campeón del Escape of Alcatraz Triathlon. - Campeón del Gran Premio de Francia de triatlón en Niza. - N.º 1 del Ranking Mundial ITU. - Campeón de España de Acuatlón (Águilas). 2014 - Campeón final del World Championship Series. - Campeón de 4 pruebas del World Championship Series (Auckland, Ciudad del Cabo, Yokohama y Chicago). - Campeón del Mundo Ironman 70.3 (Mont-Tremblant, Quebec, Canadá). - Campeón del Ironman 70.3 de Panamá. - N.º 1 del Ranking Mundial ITU. 2015 - Campeón final del World Championship Series. - Campeón de 2 pruebas del World Championship Series (Yokohama y Estocolmo). - Campeón de España de Triatlón Sprint (Pontevedra). - Campeón de España de Acuatlón (Pontevedra). - Campeón del evento clasificatorio para los Juegos Olímpicos (Río de Janeiro). - Campeón del Ironman 70.3 de Staffordshire. - Triatlón Island House. - N.º 1 del Ranking Mundial ITU. 2016 - Campeón de Europa de Triatlón en Lisboa (Portugal). - Campeón por equipos del Triatlón de Dunkerke (Francia). 2017 - Campeón de 2 pruebas del World Championship Series (Abu Dabi y Montreal). - Campeón del Ironman 70.3 de Dubái. - Campeón del mundo de Ironman 70.3 (Chattanooga). 2018 - Campeón del Ironman 70.3 de Wanaka (Nueva Zelanda). - Campeón del Triatlón de Cannes. - Campeón del Ironman 70.3 de Barcelona. - Campeón del Ironman 70.3 de Praga (República Checa). 2020 - Campeón del Triatlón Ciudad de Santander. 2021 - Campeón del Challenge Cancún (México). 2022 - Campeón del Ironman 70.3 de Pucón (Chile). 2023 - Campeón del triatlón Ciudad de Santander. - Epic Triathlon. - Ironman 70.3 Mossel Bay (Sudáfrica). |

## Condecoraciones
| Distinción                                                     | Año  |
| -------------------------------------------------------------- | ---- |
| Medalla de Plata - Real Orden del Mérito Deportivo             | 2008 |
| Medalla de Oro - Real Orden del Mérito Deportivo               | 2013 |
| Medalla de Plata de Ferrol                                     | 2016 |
| Premio Princesa de Asturias de los Deportes                    | 2016 |
| Galardón                                                       | Año  |
| Mejor deportista gallego del año (Junta de Galicia)            | 2007 |
| Gallego del año (El Correo Gallego)                            | 2012 |
| Premio Nacional del Deporte «Mejor deportista español del año» | 2013 |
| Mejor deportista gallego del año (Junta de Galicia)            | 2015 |

| Predecesor: · Pau y Marc Gasol · España | 30.º Premio Princesa de Asturias de los Deportes 2016 | Sucesor: Selección de rugby de Nueva Zelanda Nueva Zelanda |